# Steve Riddick
Steven Earl Riddick, detto Steve (Newport News, 18 settembre 1951), è un ex velocista statunitense.

## Palmarès
| Anno | Manifestazione      | Sede     | Evento      | Risultato  | Prestazione | Note |
| ---- | ------------------- | -------- | ----------- | ---------- | ----------- | ---- |
| 1976 | Giochi olimpici     | Montréal | 100 m piani | Semifinale | 10"33       |      |
| 1976 | Giochi olimpici     | Montréal | 4×100 m     | Oro        | 38"33       |      |
| 1979 | Giochi panamericani | San Juan | 4×100 m     | Oro        | 38"85       |      |

## Altre competizioni internazionali
1977
- Oro in Coppa del mondo ( Düsseldorf), 4×100 m - 38"03

1979
- Argento in Coppa del mondo ( Montréal), 4×100 m - 38"77